# Оччугуй-Мурбайы
Оччугу́й-Мурба́йы (также Малый Мурбай) — река в Якутии, левый приток Нюи. Длина реки — 137 км (от истока Иктяха — 190 км). Площадь водосборного бассейна — 3670 км².
Река образуется слиянием рек Иктях и Быйыттах на Приленском плато на востоке Среднесибирского плоскогорья в Ленском районе Якутии, на высоте 286 м над уровнем моря. Преимущественно течёт в южном и юго-восточном направлении. Берега поросли тайгой из сосны и лиственницы. В нижнем течении меандрирует. Впадает в Нюю по левому берегу на отметке выше 180 м над уровнем моря, выше впадения Бетинче, в 161 км от устья Нюи. Ширина перед устьем — 20-37 м при глубине 0,5 м; скорость течения в низовьях составляет 0,4 м/с. Населённые пункты на реке отсутствуют. 

## Основные притоки
Указаны поименованные притоки длиной 20 км и более
| Название | Расстояние от устья | Длина | Положение |
| -------- | ------------------- | ----- | --------- |
| Тас-Юрях | 18                  | 80    | левый     |
| Ыстаннах | 50                  | 21    | правый    |
| Текес    | 74                  | 62    | левый     |
| Кукакы   | 128                 | 30    | левый     |
| Иктях    | 137                 | 53    | левый     |

## Данные водного реестра
По данным государственного водного реестра России и геоинформационной системы водохозяйственного районирования территории РФ, подготовленной Федеральным агентством водных ресурсов:
- Бассейновый округ — Ленский
- Речной бассейн — Лена
- Речной подбассейн — Лена между впадением Витима и Олёкмы
- Водохозяйственный участок — Нюя
- Код водного объекта — 18030300112117200004088